# 김의원 (축구 선수)
김의원(한국 한자: 金毅員, 1998년 11월 1일 ~)은 대한민국의 축구 선수로서 포지션은 미드필더이다.

## 수상

### 클럽
경남 FC
- K리그 챌린지 : 우승 (2017)